# Jörg Lucke

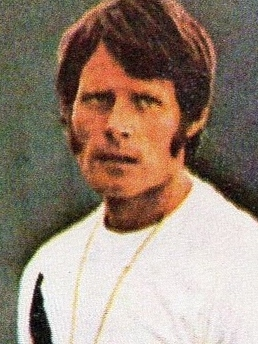
Jörg Lucke (1972)

Jörg Lucke (* 7. Januar 1942 in Berlin) ist ein ehemaliger Ruderer aus der DDR. 1968 und 1972 wurde Lucke Olympiasieger.
Lucke begann bereits 1956 bei der Rudersektion des SC Einheit Berlin, der späteren SC Berlin-Grünau. 1961 wurde er erstmals DDR-Meister, und zwar im Achter. Insgesamt gewann Lucke zehn Meistertitel der DDR, den letzten 1975 im Zweier mit Steuermann.
1966 wurde Lucke WM-Dritter im Achter, ebenfalls im Boot saß Heinz-Jürgen Bothe. Mit Bothe zusammen qualifizierte sich Lucke im Zweier ohne Steuermann für die Olympischen Spiele 1968 in Mexiko. Auf der Olympischen Regattastrecke in Xochimilco siegte der Zweier mit 0,15 Sekunden Vorsprung auf das Boot aus den Vereinigten Staaten. Nach der Europameisterschaft 1969, als beide im Vierer mit Steuermann Silber hinter dem westdeutschen Bodenseevierer erhielten, beendete Bothe seine Karriere.

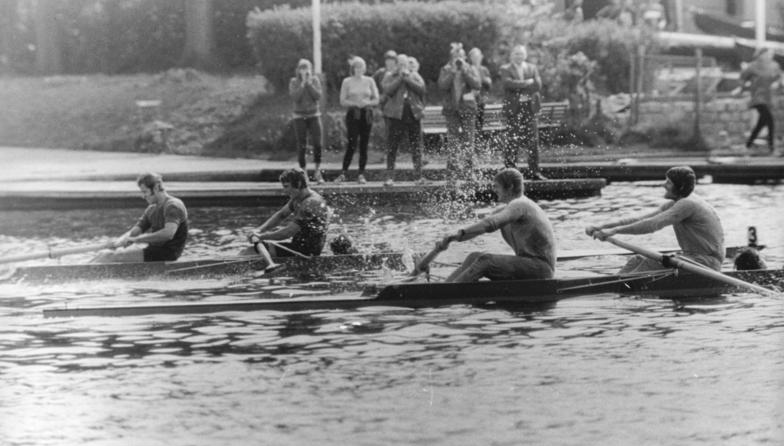
Im vorderen Boot: Wolfgang Gunkel und Jörg Lucke (rechts) 1976 mit Steuermann Uwe Porombka

Lucke wechselte zu Wolfgang Gunkel und Steuermann Klaus-Dieter Neubert in den Zweier mit Steuermann. 1971 wurde dieser neue Zweier Europameister und bei den Olympischen Spielen 1972 in München siegte das Boot mit über zwei Sekunden Vorsprung auf das tschechoslowakische Boot. 1974 wurde das Boot Vizeweltmeister, und 1975 wurden Gunkel und Lucke mit ihrem neuen Steuermann Bernd Fritsch Weltmeister. Bei der Olympiaqualifikation 1976 scheiterten die Weltmeister an den späteren Olympiasiegern Harald Jährling und Friedrich-Wilhelm Ulrich mit ihrem Steuermann Georg Spohr. Daraufhin beendete Lucke seine Karriere.
Lucke ist gelernter Elektromechaniker, er arbeitete später als Fotograf, Schaltmechaniker und Kaufmann in Berlin.

## Auszeichnungen (Auswahl)
- 1968 und 1972: Vaterländischer Verdienstorden in Silber
- 1976: Vaterländischer Verdienstorden in Gold